# Mordellistena trinotata
Mordellistena trinotata is een keversoort uit de familie spartelkevers (Mordellidae). De wetenschappelijke naam van de soort is voor het eerst geldig gepubliceerd in 1929 door Píc.